# Matinkylä
Matinkylä (tiếng Phần Lan) hoặc Mattby (tiếng Thụy Điển) là một trong những quận chính yếu của thành phố Espoo. Matinkylä nằm giữa xa lộ Länsiväylä và bờ biển của Vịnh Phần Lan, nằm giữa khu vực Haukilahti và Iivisniemi.
Có khoản 30,000 người sống ở khu vực Đại Matinkylä (tiếng Phần: Suur-Matinkylä), bao gồm bản thân khu Matinkylä và các vùng lân cận như Olari và Henttaa. Iso Omena  (tiếng Việt: Quả táo lớn), là một trong những khu mua sắm lớn nhất Phần Lan, tọa lạc tại Matinkylä. Ở đây cũng có một trong những trạm đầu tiên của tuyến đường sắt đô thị Länsimetro (trạm Matinkylä ) ngay phía dưới trung tâm thương mại Iso Omena.